# Fiber-Optic Link Around the Globe
Fiber-Optic Link Around the Globe ou Fibre-optic Link Around the Globe (FLAG) est un câble de télécommunications en fibre optique, essentiellement sous-marin, de 28 000 km de long (15 119 milles nautiques) qui relie le Royaume-Uni, le Japon, l'Inde et de nombreux autres pays. Le câble est exploité par Global Cloud Xchange, une filiale de Reliance Communications Limited (RCOM). Le système s'étend de la côte Est de l'Amérique du Nord au Japon. Son segment Europe-Asie était le quatrième plus long câble du monde en 2008.
Le segment Europe-Asie a été posé par Cable & Wireless Marine au milieu des années 1990 et a fait l'objet d'un article de Neal Stephenson dans le magazine Wired en décembre 1996.

## Description
Le système de câble FLAG a été mis en service commercial pour la première fois fin 1997. FLAG offre un débit de 10 Gbit/s et utilise la technologie de la hiérarchie numérique synchrone. Il transporte plus de 120 000 canaux vocaux via 27 000 kilomètres (14 579 milles nautiques) de câbles principalement sous-marins. FLAG utilise des amplificateurs à fibre dopée à l'erbium et a été fourni conjointement par AT&T Submarine Systems et KDD-Submarine Cable Systems. Sa conception, son développement, son installation et son service sont conformes aux normes de qualité ISO 9000. FLAG a fourni un lien entre l'extrémité européenne des traversées transatlantiques à haute densité et l'extrémité asiatique des traversées transpacifiques.
FLAG comprend des segments de câbles sous-marins et deux traversées terrestres. Les segments peuvent être soit des liaisons directes point à point, soit des liaisons multipoints, qui sont obtenues par des unités de branchement. Une station de câble FLAG est située à chaque point d'atterrissage du câble. La longueur totale de l'itinéraire dépasse 27 000 kilomètres (14 579 milles nautiques), et comprend 1 020 kilomètres de traversées terrestres. Environ 6 600 kilomètres (3 564 milles nautiques) du câble immergé sont enfouis à 1 mètre sous le fond de la mer. L'enfouissement du câble a été effectué soit par une charrue submersible au fur et à mesure de la pose du câble, soit en injectant le câble posé dans le fond marin par des véhicules télécommandés (Remotely Operated underwater Vehicle ou ROV).
Pendant plusieurs années, le tracé a évolué au fur et à mesure que de nouvelles branches et de nouveaux systèmes d'alimentation étaient envisagés et réalisés. FLAG comprend deux traversées terrestres, l'une en Égypte, l'autre en Thaïlande. Chacun de ces croisements terrestres est totalement dédoublé sur des routes totalement différentes. Par conséquent, toute défaillance au sein d'une route entraînera la commutation automatique de la protection sur l'autre route dans un délai inférieur à 50 ms.
Comme d'autres réseaux sous-marins mondiaux, FLAG utilise des amplificateurs à fibre dopée à l'erbium (EDFA). Les EDFA amplifient les signaux optiques au lieu de la conversion optique/électrique/optique qui est généralement utilisée dans la technologie régénérative. Ces amplificateurs optiques utilisent de courtes longueurs de fibre, à gain spécifique, qui sont dopées avec des ions erbium et épissées en ligne avec la fibre de transmission. La puissance du signal est amplifiée en pompant la fibre dopée à l'erbium (erbium-doped fibre ou EDF) avec une lumière laser de 1 480 nm qui est fixée par un coupleur optique. La majorité des composants du répéteur sont passifs. Il s'agit d'EDF, de coupleurs optiques à fibre fondue et d'isolateurs optiques. Les composants actifs comprennent les ensembles de pompe laser et les commandes associées. Le nombre total de composants du répéteur est inférieur à celui des systèmes régénératifs.
Les traversées terrestres FLAG ne contiennent pas de répéteurs pour des raisons de fiabilité. Les stations terminales des traversées terrestres utilisent des amplificateurs optiques, des émetteurs/récepteurs à haute performance et la correction d'erreur directe pour franchir les grandes distances sans répéteur. L'amplification à la sortie du terminal permet d'obtenir une puissance de signal de sortie pouvant atteindre +17 dBm, et l'amplification optique au niveau du récepteur améliore la sensibilité du récepteur jusqu'à 8 dB.
La route entre Alexandrie et Le Caire est longue de 223 kilomètres, et nécessite donc un pompage à distance afin de répondre aux exigences de performance. Les amplificateurs pompés à distance peuvent être considérés comme des répéteurs sans modules actifs. Cette technologie comprend de courtes longueurs d'EDF épissées dans le câble terrestre. Les sections dopées à l'erbium sont situées dans la portée du câble et sont pompées par des lasers de pompage de 1 480 nm basés dans la station.
Une mise à niveau du réseau a été annoncée en 2006, lorsque l'acronyme a été étendu à "Fibre Loop Across Globe" (FLAG).

## Segments et points d'atterrissage
Les points d'atterrissage du câble sont :

### Europe Asie

Carte de FLAG Europe Asie

FLAG Europe Asia (FEA) a été le premier segment ouvert à l'utilisation commerciale le 22 novembre 1997,.
- Porthcurno/Skewjack, Cornouailles, Angleterre, Royaume-Uni
- Estepona, Province de Malaga, Andalousie, Espagne
- Palerme, Province de Palerme, Sicile, Italie
- Alexandrie, Gouvernorat d'Alexandrie, Égypte
- Caire, Egypte
- Suez, Gouvernorat de Suez, Egypte
- Aqaba, Gouvernorat d'Aqaba, Jordanie
- Jeddah, Province de la Mecque, Arabie Saoudite
- Fujairah, Émirats arabes unis
- Bombay, Maharashtra, Inde
- Penang, Malaisie, réunion des câbles SAFE et SEA-ME-WE 3
- Satun, Province de Satun, Thailande
- Songkhla, Province de Songkhla, Thailande
- Mui Wo, Île de Lantau, Hong Kong
- Nanhui, Shanghai, Chine
- Geoje, Province du Gyeongsang du Sud, Corée du Sud
- Ninomiya, Préfecture de Kanagawa, Japon
- Miura, Préfecture de Kanagawa, Japon

### Atlantique
Le segment FLAG Atlantic 1 (FA-1) est devenu opérationnel en juin 2001[8]. Il a été construit en tant que coentreprise (joint-venture) entre une filiale de FLAG Atlantic de la société mère FLAG Telecom Holdings, et GTS Transatlantic. Alcatel Submarine Networks a posé la partie sous-marine, et le coût total a été estimé à 1,1 milliard de dollars,.
- New York, État de New York, États-Unis
- Northport, Comté de Suffolk, New York, États-Unis
- Island Park, Comté de Nassau, New York, États-Unis
- Porthcurno / Skewjack, Cornouailles, Angleterre, Royaume-Uni
- Londres, Angleterre, Royaume-Uni
- Plérin, Côtes-d'Armor, Bretagne, France
- Paris, France

En mars 2013, une mise à niveau de la liaison sud a été annoncée pour atteindre 100 Gbit/s, avec des équipements de Ciena.

### FLAG Alcatel-Lucent Optical Network
Le câble FLAG Alcatel-Lucent Optical Network (FALCON), reliant l'Inde et plusieurs pays du Golfe Persique, est devenu opérationnel en septembre 2006. It has landing points in,:
- Suez, Gouvernorat de Suez, Égypte
- Aqaba, Jordanie
- Jeddah, Province de Makkah, Arabie Saoudite
- Port-Soudan, Soudan
- Al Hudaydah, Yémen
- Al Ghaydah, Yémen
- Al Seeb, Mascate, Oman
- Khasab, Oman
- Dubaï, Émirats arabes unis
- Sumaisma, Doha, Qatar
- Manama, Bahreïn
- Al Khobar, Arabie Saoudite
- Al-Safat, Koweït (ville), Koweït
- Al-Faw, Irak
- Bandar Abbas, Iran
- Chabahar, Iran
- Mumbai, Inde

Il existe un segment supplémentaire, répertorié comme faisant partie de FALCON, mais qui n'est pas directement connecté. Il a des points d'atterrissage à:
- Thiruvananthapuram, Inde
- Hulhumalé, Malé, Maldives
- Colombo, Sri Lanka

En 2006, Kenya Data Networks a annoncé des plans pour un embranchement du Yémen à Mombasa

### FLAG North Asia Loop/Tiger
Le FLAG North Asia Loop (FNAL)/Tiger est devenu opérationnel par étapes, les dernières étapes ayant été achevées en 2002. Les points d'atterrissage du FNAL sont:
- Tong Fuk, Île de Lantau, Hong Kong
- Toucheng, Comté de Yilan, Taiwan
- Pusan, Yeongnam, Corée du Sud
- Wada, District d'Awa, Préfecture de Chiba, Japon

A l'ouest de Mumbai, FLAG a une capacité de 80 Gbit/s.
Le segment entre Lantau, Hong Kong, et Busan, Corée du Sud, a été interrompu par le tremblement de terre de Hengchun en 2006.

## Perturbations

### Décembre 2006 et janvier 2007
Le tremblement de terre de Hengchun, survenu le 26 décembre 2006 au large de la côte sud-ouest de Taïwan, a perturbé les services Internet en Asie, touchant de nombreux pays asiatiques. Les transactions financières, notamment sur le marché des changes, ont également été sérieusement affectées,. La perturbation a été causée par l'endommagement de plusieurs câbles de communication sous-marins.

### Janvier et février 2008
Le 30 janvier 2008, les services Internet ont été largement perturbés au Moyen-Orient et dans le sous-continent indien à la suite de l'endommagement des câbles SEA-ME-WE 4 et FLAG en mer Méditerranée. BBC News Online a fait état de 70 % de perturbations en Égypte et de 60 % en Inde. Des problèmes ont été signalés au Bahreïn, au Bangladesh, au Koweït, au Pakistan, au Qatar, en Arabie saoudite et dans les Émirats arabes unis. Les graphiques des pannes de réseau suggèrent que les deux ruptures se sont produites à 04h30 et 08h00UTC.
La cause des dommages n'a pas été déclarée par l'un ou l'autre des câblo-opérateurs, mais les sources d'information ont émis l'hypothèse que les dommages avaient été causés par l'ancre d'un navire près d'Alexandrie,. Selon l'Agence France-Presse, le gouvernement koweïtien a attribué les coupures aux « conditions météorologiques et au trafic maritime ». Le New York Times a rapporté que les dommages sont survenus aux deux systèmes séparément près d'Alexandrie et près de Marseille. L'Égypte n'avait connaissance d'"aucun navire de passage" près d'Alexandrie, dont les eaux sont réglementées.
Un jour plus tard, le 1er février 2008, le câble FALCON a également été signalé coupé à 56 kilomètres (30 milles nautiques) au large de Dubaï,. Le premier des deux navires de réparation était en place le 5 février.

### Décembre 2008
Le 19 décembre 2008, les services Internet ont été largement perturbés au Moyen-Orient et dans le sous-continent indien, à la suite de l'endommagement des câbles SEA-ME-WE 4, SEA-ME-WE 3 et FLAG FEA en mer Méditerranée.
On ne sait pas ce qui a provoqué ces ruptures multiples, cependant, il y a eu une activité sismique dans la région de Malte peu de temps avant que les ruptures ne soient identifiées, bien que l'on pense que les dommages pourraient être dus à l'ancre d'un navire ou à un filet de chalut.
Selon FEA Cable System de Reliance Globalcom, la rupture se situait entre Alexandrie et Palerme. Reliance Globalcom a terminé la réparation du câble FLAG EUROPE ASIA (FEA) le 29 décembre 2008, à 14h15 GMT. Les services clients qui avaient été affectés par la coupure du câble ont été rétablis à la normale avec l'achèvement des réparations.

### Août 2009
Les dommages causés au FNAL par le typhon Morakot ont été signalés comme affectant le trafic Internet vers la Chine le 18 août 2009.

### Janvier 2020
Le 9 janvier 2020, la connexion FALCON du Yémen a été coupée, entraînant une baisse de 80 % de la capacité de ce pays. Le Koweït, l'Arabie Saoudite, le Soudan, l'Éthiopie et, dans une moindre mesure, les Comores et la Tanzanie ont été touchés par cette même coupure.

## Interception par le GCHQ
En 2014, il a été révélé que Skewjack était l'emplacement du point d'interception du siège des communications du gouvernement (Government Communications Headquarters - GCHQ) sur la liaison fibre internationale de Reliance Communications, copiant les données vers le GCHQ Bude, dans le cadre du projet Mastering the Internet du GCHQ,,.